# Germaine Lebel (Sängerin)
Germaine Lebel (* 22. März 1894 in Montreal; † 14. Juni 1972 in Montreal) war eine kanadische Sängerin (Sopran).

## Leben
Die Tochter des Sängers Édouard LeBel und Nichte des Komponisten Charles Labelle studierte Gesang bei Alfred La Liberté. Neben Werken La Libertés umfasste ihre Repertoire u. a. Musik von Claude Debussy und Nikolai Medtner. Außerdem sang sie häufig Bearbeitungen von Volksmusik. 1923 trat sie in der Uraufführung von Guillaume Coutures Jean le Précurseur in der Rolle der Salomé auf. Sie wirkte an zahlreichen Rundfunkaufzeichnungen der CBC mit.